# 鳴海団地
座標: 北緯35度4分21.9秒 東経136度58分40.2秒 / 北緯35.072750度 東経136.977833度

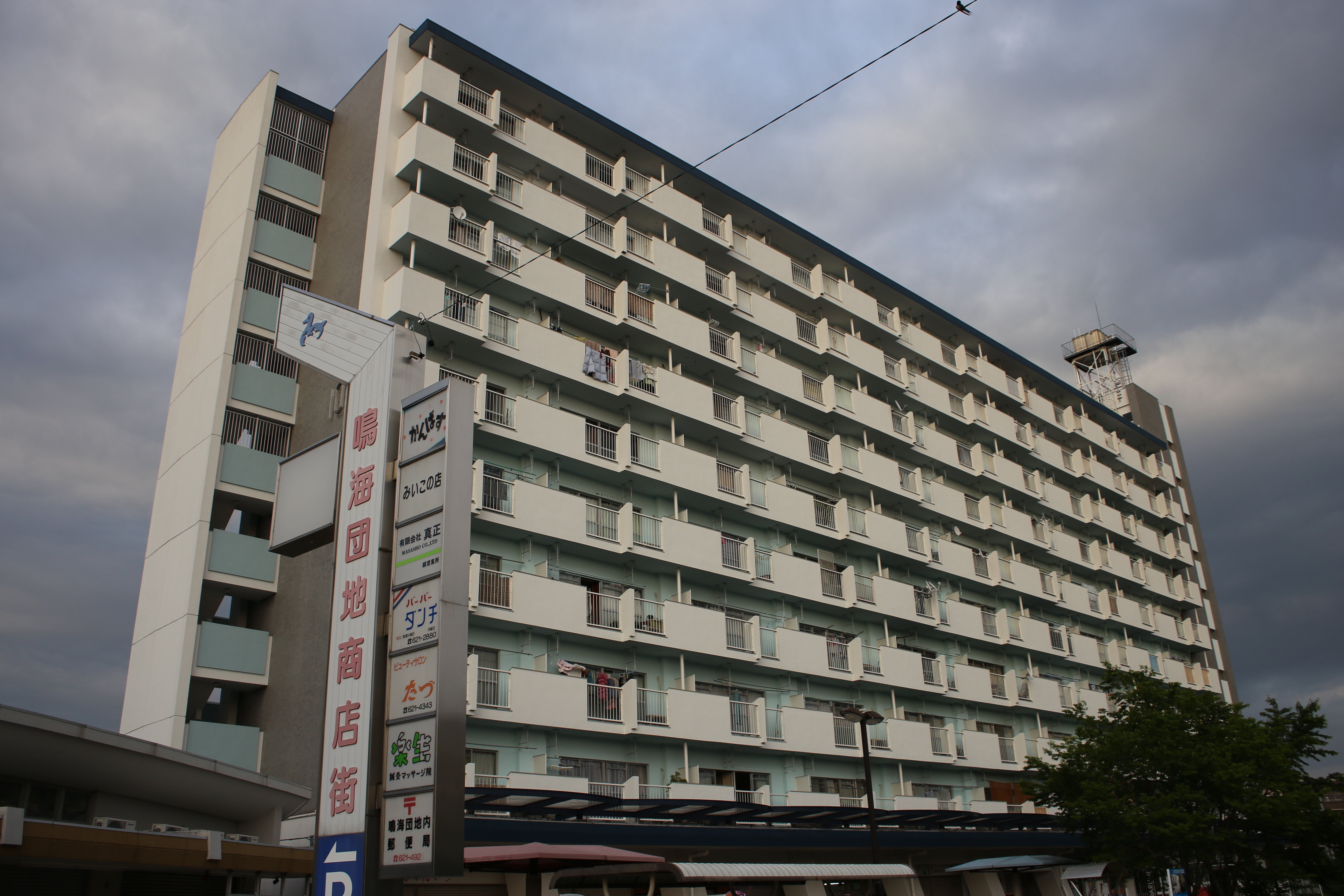
高層棟（2016年（平成28年）5月）

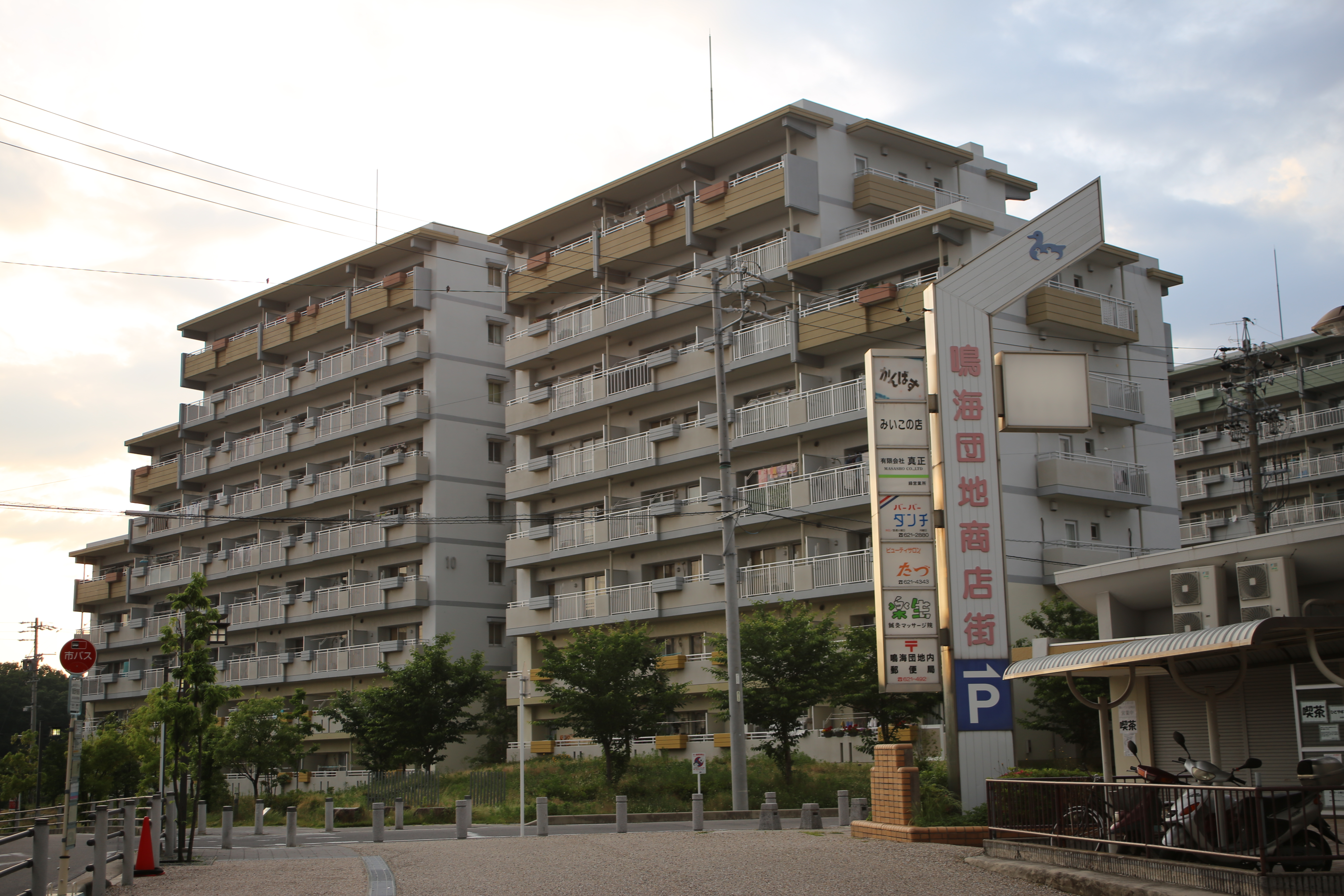
アーバンラフレ鳴海（2016年（平成28年）5月）

鳴海団地（なるみだんち）は、愛知県名古屋市緑区に立地する日本住宅公団の造成した公団住宅である。

## 概要
当団地は、東京支所の赤羽台団地などと同じように住棟の設計の種類が豊富であり、全国的にも数少ない3階建ての住棟も存在した。また、L字型ポイントハウスが最後に建設された団地であり、この次にポイントハウスが建設された鳴子団地ではポイントハウスはスターハウスとボックス型ポイントハウスになっている。2001年（平成13年）より住棟の老朽化を理由として建て替えが行われ、現在は一部が「アーバンラフレ鳴海」となっている。
地区内の商業施設の核として1959年（昭和34年）2月に名鉄共栄社（現在の名鉄産業）が鳴海団地内に鳴海スーパーマーケットを開設し、名古屋ショッピ（後のパレマルシェ）の開業に伴い同社鳴子店となった。

## 基本データ（建て替え前）
- 竣工 - 1959年（昭和34年）
- 構成 - 95棟から構成、全1260戸
- 所在 - 愛知県名古屋市緑区鳴海町字尾崎山43

## 住棟構成（建て替え前）
- 中層フラット棟 - 32棟（3、4階建て、北・南廊下型）
- L字型ポイントハウス - 3棟（5階建て）
- テラスハウス - 59棟（2階建て、北・南入り型）
- 高層棟 - 1棟（10階建て、1階部分が店舗）
  - ほかに、診療所も建設された。

## 交通
- 有松駅（名鉄名古屋本線）より徒歩で約12分、もしくは名古屋市営バス有松13系統（名鉄有松経由鳴海団地行き）を利用。